# پرونده کلاهبرداری تجاری دادستان کل نیویورک علیه سازمان ترامپ

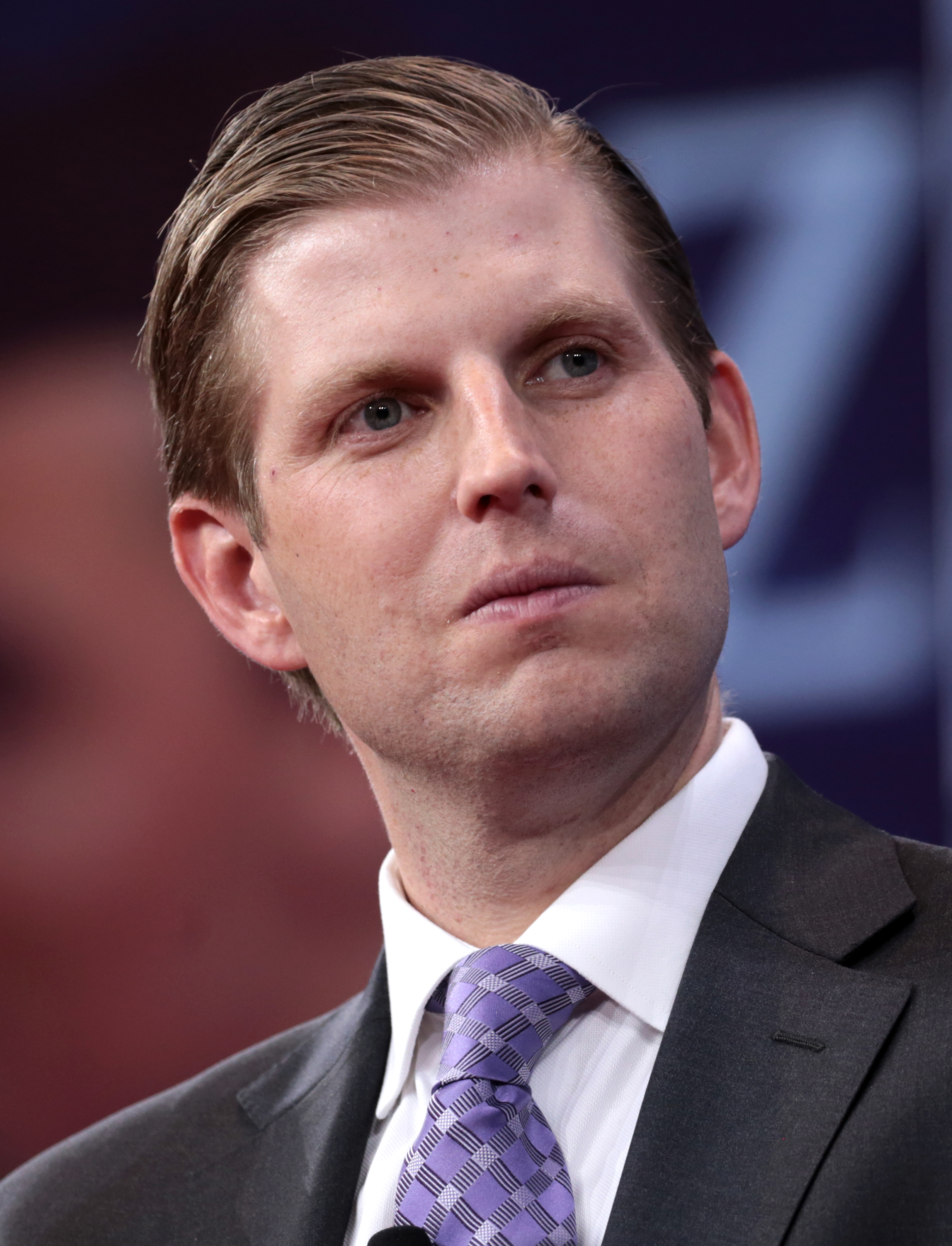
اریک ترامپ

پرونده دادستان کل نیویورک علیه سازمان ترامپ یک تحقیق و دعوای مدنی است که توسط دفتر دادستان کل نیویورک (AG) Letitia James) مطرح شده و ادعا می‌کند که افراد و نهادهای تجاری درون سازمان ترامپ با ارائه ارزش‌های بسیار متفاوت برای املاک به وام‌دهندگان و مقامات مالیاتی، مرتکب تقلب مالی شده‌اند. این اقدامات برخلاف ماده ۶۳(۱۲) قانون اجرایی نیویورک انجام شده‌است. متهمان این پرونده شامل دونالد ترامپ، پنج فرد دیگر (از جمله سه فرزند او) و ده نهاد تجاری (شامل برخی از شرکت‌هایی که مالک املاک در نیویورک، فلوریدا و شیکاگو بودند) می‌شدند. دادگاه از اکتبر ۲۰۲۳ تا ژانویه ۲۰۲۴ برگزار شد و در نهایت، قاضی آرتور انگورون متهمان را به بازپرداخت مجموعاً ۳۶۴ میلیون دلار از سودهای ناشی از فعالیت‌های غیرقانونی محکوم کرد. علاوه بر این، جریمه‌های دیگری نیز برای آن‌ها در نظر گرفته شد.

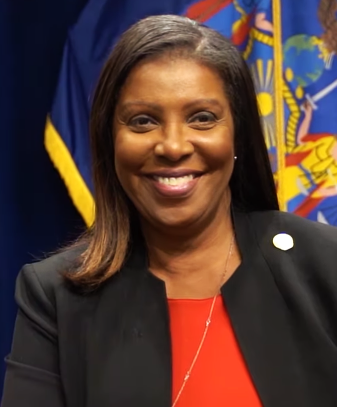
لتیتیا جیمز

دادستان کل لتیتیا جیمز تحقیقات خود را در اوایل سال ۲۰۱۹ آغاز کرد و در آگوست ۲۰۲۰، به منظور اجرای احضاریه‌های خود، رسماً پرونده را به دادگاه برد. در فوریه ۲۰۲۲، قاضی انگورون به نفع احضاریه‌های جیمز رأی داد و در آوریل ۲۰۲۲، دونالد ترامپ به دلیل عدم رعایت این احضاریه‌ها، به دلیل توهین به دادگاه محکوم شد و ۱۱۰٬۰۰۰ دلار جریمه شد.
در سپتامبر ۲۰۲۲، دادستان کل از ترامپ، سه فرزند بزرگ‌تر او (دونالد جونیور، ایوانکا و اریک)، مدیر مالی سابق آلن وایسلبرگ، کنترل‌کننده سابق جفری مک‌کانی و ده شرکت وابسته شکایت کرد. در نوامبر ۲۰۲۲، قاضی انگورون قاضی بازنشسته باربارا اس. جونز را به عنوان ناظر بر سازمان ترامپ برای جلوگیری از تقلب‌های احتمالی در آینده منصوب کرد. در سال ۲۰۲۳، ایوانکا به دلیل انقضای مهلت قانونی، از لیست متهمان خارج شد.
در سپتامبر ۲۰۲۳، قاضی انگورون با صدور حکمی خلاصه، اعلام کرد که ترامپ و شرکت او برای سال‌ها مرتکب تقلب شده‌اند. قاضی دستور لغو مجوزهای تجاری متهمان در ایالت و انحلال شرکت‌های با مسئولیت محدود مرتبط (در صورت تأیید در مرحله تجدیدنظر) را صادر کرد. دادگاه همچنین شش ادعای دیگر از سوی دادستان کل را بررسی کرد و به دنبال تعیین مجازات‌های بیشتر بود. در اکتبر، یک دستور سکوت (gag order) علیه ترامپ صادر شد که او را از توهین عمومی به کارکنان دادگاه منع می‌کرد. قاضی در همان ماه ترامپ را به دلیل دو بار نقض این دستور، ۵۰۰۰ و ۱۰٬۰۰۰ دلار جریمه کرد. دفاعیات تلاش ناموفقی برای رد پرونده، احضاریه‌ها  انجام داد.
در فوریه ۲۰۲۴، قاضی انگورون نتیجه‌گیری کرد که متهمان «مسئولیت را نپذیرفتند یا کنترل‌های داخلی برای جلوگیری از تکرار چنین مواردی در آینده اعمال نکردند» و «داده‌های مالی آشکارا جعلی» ارائه کردند تا «وام‌های بیشتر و با نرخ بهره کم‌تر دریافت کنند». قاضی ترامپ و شرکت‌هایش را به بازپرداخت ۳۵۴ میلیون دلار از سودهای ناشی از فعالیت‌های غیرقانونی محکوم کرد (بدون احتساب بهره)، در حالی که اریک و دونالد جونیور هر کدام ۴ میلیون دلار و وایسلبرگ ۱ میلیون دلار جریمه شدند. این چهار نفر به همراه مک‌کانی همچنین از رهبری سازمان‌های نیویورک برای دو تا سه سال محروم شدند. وایسلبرگ و مک‌کانی نیز به طور دائم از داشتن هرگونه کنترل مالی در چنین سازمان‌هایی منع شدند. این حکم مورد تجدیدنظر قرار گرفت.
در مارس ۲۰۲۴، بخش تجدیدنظر نیویورک (New York Appellate Division, First Department) میزان وثیقه مورد نیاز متهمان را از ۴۶۴ میلیون دلار به ۱۷۵ میلیون دلار کاهش داد و در عین حال، ممنوعیت‌های تعیین‌شده توسط انگورون را به حالت تعلیق درآورد. در اوایل آوریل، ترامپ وثیقه را پرداخت کرد. جلسه تجدیدنظر در ۲۶ سپتامبر برگزار شد و تصمیم نهایی هنوز در انتظار است.